# Béla Glattfelder

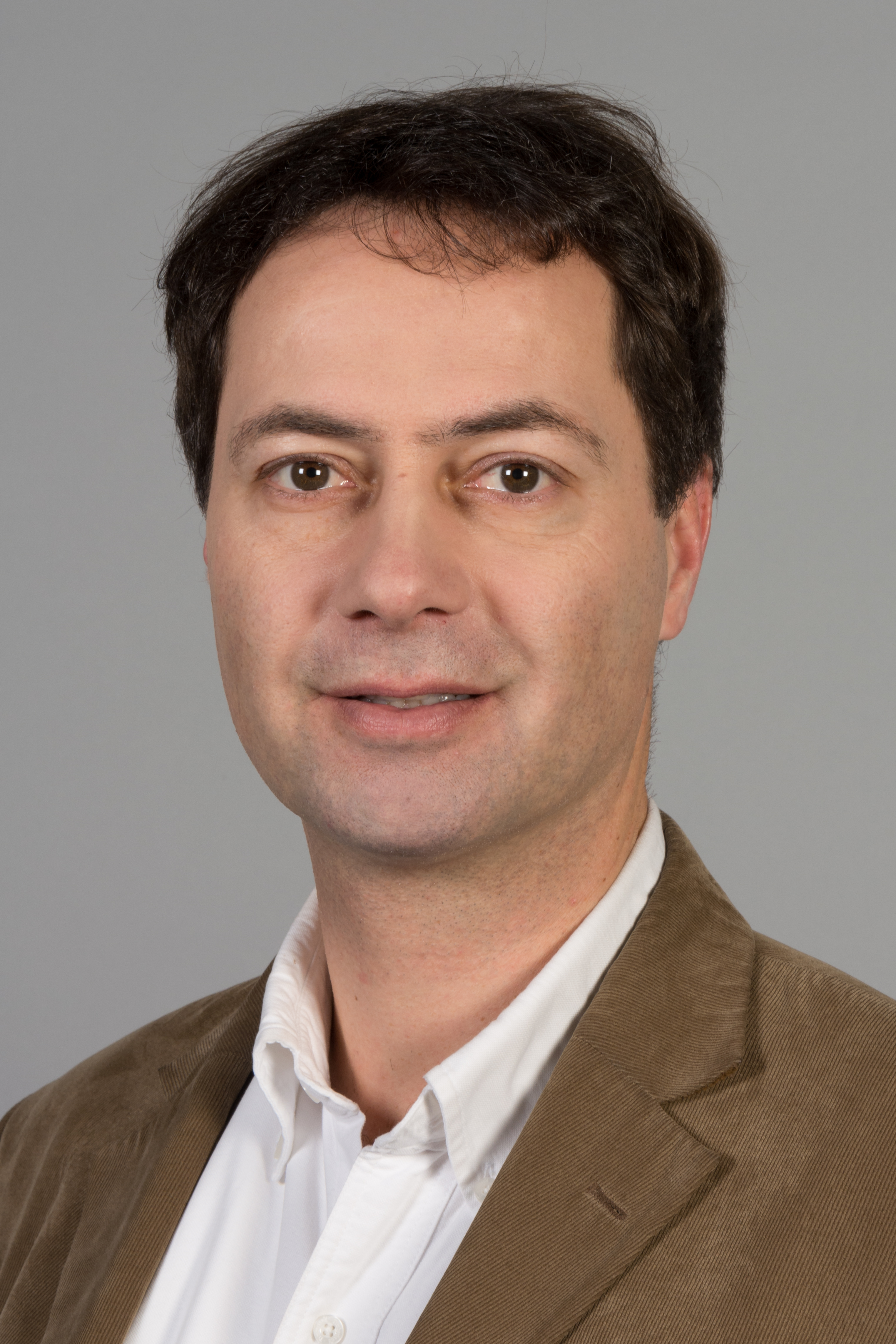
Glattfelder Béla 2014

Béla Glattfelder este un om politic maghiar, membru al Parlamentului European în perioada 2004-2009 din partea Ungariei.
1. ↑  ]][[Categorie:Articole cu legături către elemente fără etichetă în limba română, accesat în 7 iunie 2020
2. ↑  Deputații în Parlamentul European